# Grande Prêmio da França de 1972
Resultados do Grande Prêmio da França de Fórmula 1 realizado em Charade em 2 de julho de 1972. Sexta etapa do campeonato, foi vencida pelo britânico Jackie Stewart, da Tyrrell-Ford.

## Resumo
- Emerson Fittipaldi terminou a corrida em segundo lugar após largar em oitavo nos treinos.[3]
- François Cevert bateu o novo Tyrrell 005 nos treinos e utilizou o modelo 003 na corrida.
- Helmut Marko ficou cego do olho esquerdo por causa de uma pedra levantada da Lotus de Emerson Fittipaldi durante a corrida.

## Classificação da prova
| Pos.    | Nº | Piloto               | Construtor     | Voltas | Tempo/Diferença | Grid | Pontos     |
| ------- | -- | -------------------- | -------------- | ------ | --------------- | ---- | ---------- |
| 1       | 4  | Jackie Stewart       | Tyrrell-Ford   | 38     | 1:52:22.5       | 3    | 9          |
| 2       | 1  | Emerson Fittipaldi   | Lotus-Ford     | 38     | + 27.7          | 8    | 6          |
| 3       | 9  | Chris Amon           | Matra          | 38     | + 31.9          | 1    | 4          |
| 4       | 7  | François Cevert      | Tyrrell-Ford   | 38     | + 49.3          | 7    | 3          |
| 5       | 12 | Ronnie Peterson      | March-Ford     | 38     | + 56.8          | 9    | 2          |
| 6       | 26 | Mike Hailwood        | Surtees-Ford   | 38     | + 1:36.1        | 10   | 1          |
| 7       | 2  | Denny Hulme          | McLaren-Ford   | 38     | + 1:48.1        | 2    |            |
| 8       | 19 | Wilson Fittipaldi    | Brabham-Ford   | 38     | + 2:25.1        | 14   |            |
| 9       | 11 | Brian Redman         | McLaren-Ford   | 38     | + 2:55.5        | 13   |            |
| 10      | 18 | Graham Hill          | Brabham-Ford   | 38     | + 2:59.5        | 20   |            |
| 11      | 3  | Jacky Ickx           | Ferrari        | 37     | + 1 volta       | 4    |            |
| 12      | 20 | Carlos Reutemann     | Brabham-Ford   | 37     | + 1 volta       | 17   |            |
| 13      | 30 | Nanni Galli          | Ferrari        | 37     | + 1 volta       | 19   |            |
| 14      | 28 | Andrea de Adamich    | Surtees-Ford   | 37     | + 1 volta       | 12   |            |
| 15      | 5  | Jean-Pierre Beltoise | BRM            | 37     | + 1 volta       | 24   |            |
| 16      | 10 | Rolf Stommelen       | Eifelland-Ford | 37     | + 1 volta       | 15   |            |
| 17      | 27 | Tim Schenken         | Surtees-Ford   | 36     | + 2 voltas      | 5    |            |
| 18      | 6  | Dave Walker          | Lotus-Ford     | 34     | Semieixo        | 22   |            |
| 19      | 15 | Mike Beuttler        | March-Ford     | 33     | Pane seca       | 23   |            |
| NC      | 8  | Patrick Depailler    | Tyrrell-Ford   | 33     | + 5 voltas      | 16   |            |
| Ret     | 24 | Reine Wisell         | BRM            | 25     | Câmbio          | 18   |            |
| Ret     | 17 | José Carlos Pace     | March-Ford     | 18     | Motor           | 11   |            |
| Ret     | 25 | Helmut Marko         | BRM            | 8      | Piloto ferido   | 6    | [ nota 2 ] |
| Ret     | 14 | Niki Lauda           | March-Ford     | 4      | Semieixo        | 21   |            |
| DNS     | 16 | Henri Pescarolo      | March-Ford     |        | Acidente        |      |            |
| DNS     | 21 | Derek Bell           | Tecno          |        | Transmissão     |      |            |
| DNS     | 22 | Peter Gethin         | BRM            |        | Acidente        |      |            |
| DNS     | 23 | Howden Ganley        | BRM            |        |                 |      |            |
| DNQ     | 29 | Dave Charlton        | Lotus-Ford     |        |                 |      |            |
| Fontes: |    |                      |                |        |                 |      |            |

## Tabela do campeonato após a corrida
|   | Pos. | Piloto               | Pontos |
| - | ---- | -------------------- | ------ |
|   | 1    | Emerson Fittipaldi   | 34     |
| 2 | 2    | Jackie Stewart       | 21     |
| 1 | 3    | Denny Hulme          | 19     |
| 1 | 4    | Jacky Ickx           | 16     |
|   | 5    | Jean-Pierre Beltoise | 9      |

|   | Pos. | Construtor   | Pontos |
| - | ---- | ------------ | ------ |
|   | 1    | Lotus-Ford   | 34     |
| 2 | 2    | Tyrrell-Ford | 27     |
| 1 | 3    | McLaren-Ford | 23     |
| 1 | 4    | Ferrari      | 19     |
|   | 5    | BRM          | 9      |

- Nota: Somente as primeiras cinco posições estão listadas. A temporada de 1972 foi dividida em dois blocos de seis corridas onde cada piloto descartaria um resultado. Neste ponto esclarecemos: na tabela dos construtores figurava somente o melhor resultado dentre os carros do mesmo time.